# The Waikiki’s
The Waikiki’s waren belgische Studiomusiker, die von dem deutschen Musikproduzenten Horst Fuchs, seinerzeit u. a. als Produktionschef bei Ariola tätig, produziert wurden.

## Hintergrund
Die Gruppe bestand aus dem Pianisten Willy Albimoor, dem Gitarristen Jo Van Wetter, dem Bassisten Jean Hunstadt und den Schlagzeugern Jo De Muynck und Freddy Rottier.
Mit dem von Martin Böttcher unter dem Pseudonym Michael Thomas auf Veranlassung von Horst Fuchs geschriebenen Instrumentalstück Hawaii Tattoo hatten sie zuerst in Deutschland (1961) und Jahre später auch in den USA (1964) und UK (1965) großen Erfolg. Nach zwei typischen Nachziehern in Deutschland war ihre Hitzeit wieder zu Ende.

## Diskografie

### Alben
- 1962: Hawaii Tattoo
- 1964: Christmas in Hawaii
- 1965: Hawaii Beach Party
- 1966: A Taste of Hawaii
- 1966: New Hawaiian Sounds
- 1966: Lollipops and Roses from Hawaii
- 1967: No. 4: Made in Hawaii
- 1967: Golden Hits
- 1968: Pearly Shells from Hawaii
- 1968: Lennon & McCartney – Hawaiian Style
- 1969: Moonlight on Diamond Head
- 1969: Greatest Hits from Hawaii
- 1970: Holiday in Hawaii
- 1971: On the Beach
- 1973: Greatest Hits from Hawaii (Instrumentals)
- 1973: Merry Christmas in Hawaii
- 1976: Aloha Hawaiï
- 1981: Hawaiian Gigolo

### Singles und EPs
- 1961: Hawaii Tattoo
- 1962: Hawaii-Klänge (Goldy und Peter de Vries und Kihula-Hawaiians / Waikikis und Hemmann-Quintett)
- 1962: Hilo Kiss / Honolulu Rag
- 1962: White Christmas in Hawaii / Mauna Loa
- 1963: Hula-Hochzeit
- 1963: Tiki Tiki Puka
- 1965: Hawaii Honeymoon / Remember Boa-Boa
- 1965: Hawaii Tattoo (EP)
- 1965: Sleigh Ride
- 1966: Le Cinema (Promo)
- 1970: Felices Navidades (mit Nina & Frederik) (EP)
- 1970: Cecilia
- 1976: La Playa